# Barič (Obrenovac)
Pour les articles homonymes, voir Barič.

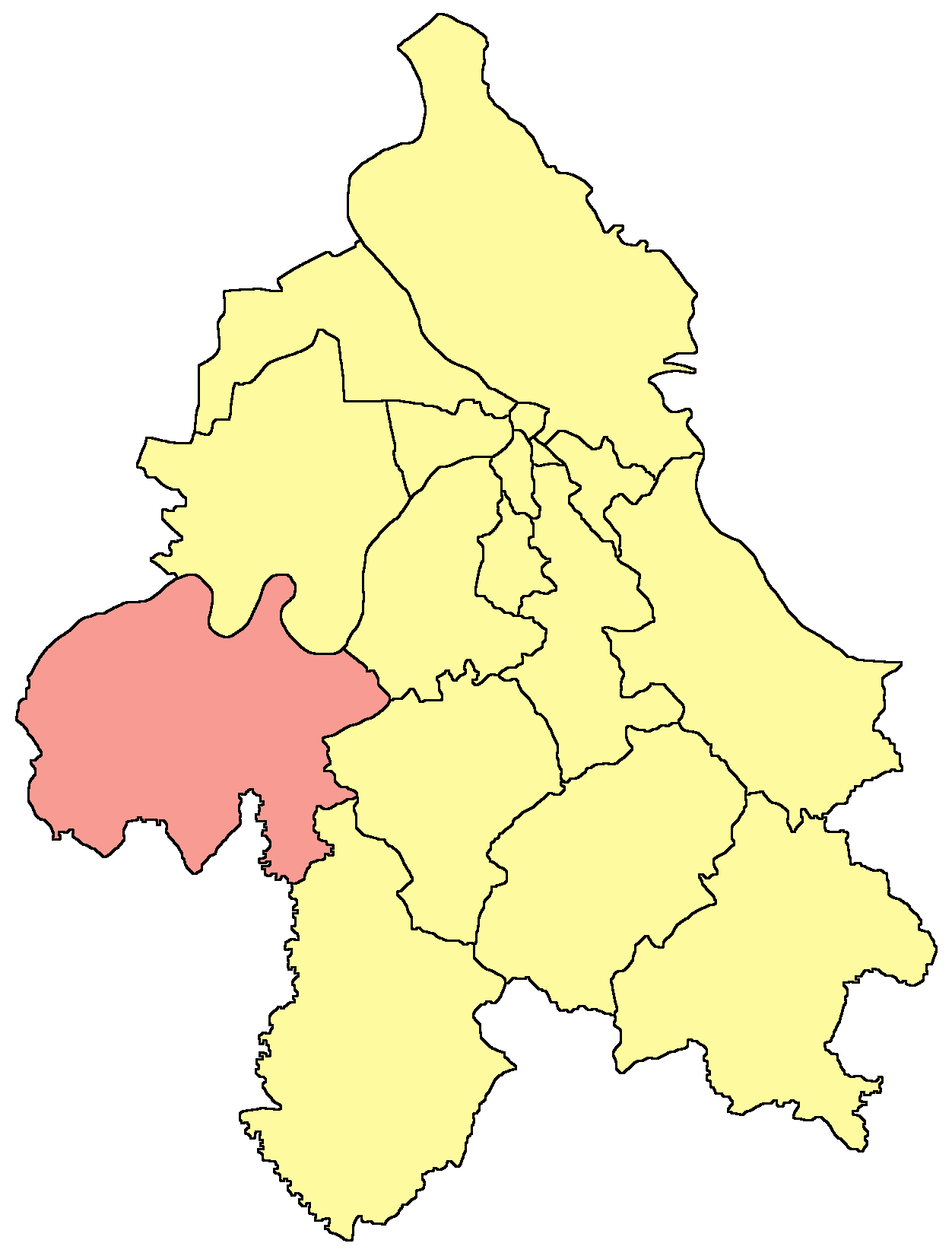
Localisation de la municipalité d'Obrenovac dans la Ville de Belgrade

Barič (en serbe cyrillique : Барич) est une localité de Serbie située dans la municipalité d’Obrenovac et sur le territoire de la Ville de Belgrade. Au recensement de 2011, elle comptait 6 668 habitants.
Barič est officiellement classé parmi les villages de Serbie.

## Démographie

### Évolution historique de la population
| 1948  | 1953  | 1961  | 1971  | 1981  | 1991  | 2002  | 2011  |
| ----- | ----- | ----- | ----- | ----- | ----- | ----- | ----- |
| 1 570 | 2 160 | 2 604 | 2 931 | 5 033 | 5 982 | 6 586 | 6 668 |

|  |